# Európa vasúti közlekedése

Európa villamosítási rendszerei

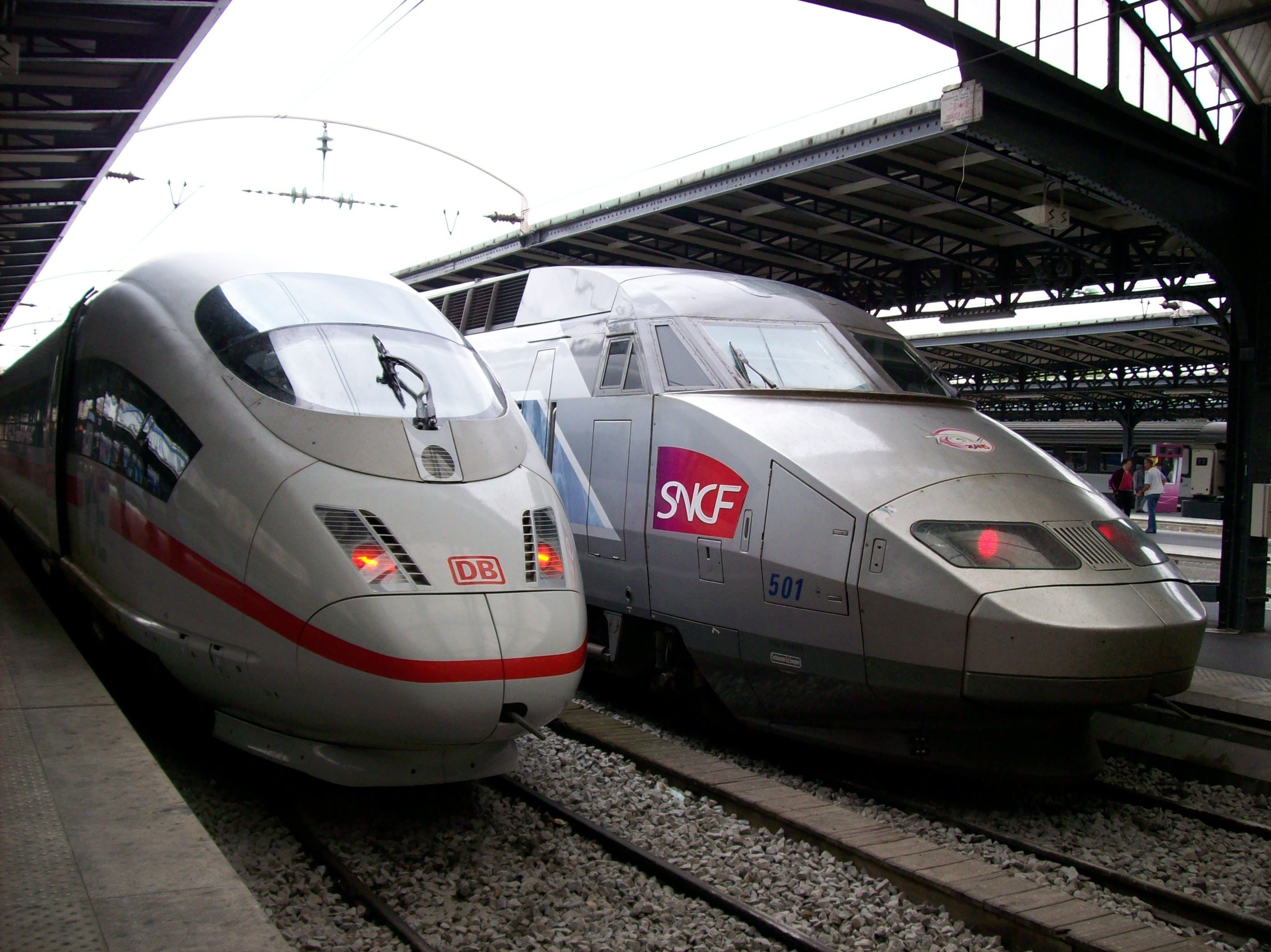
TGV és ICE nagysebességű motorvonatok egymás mellett Párizsban

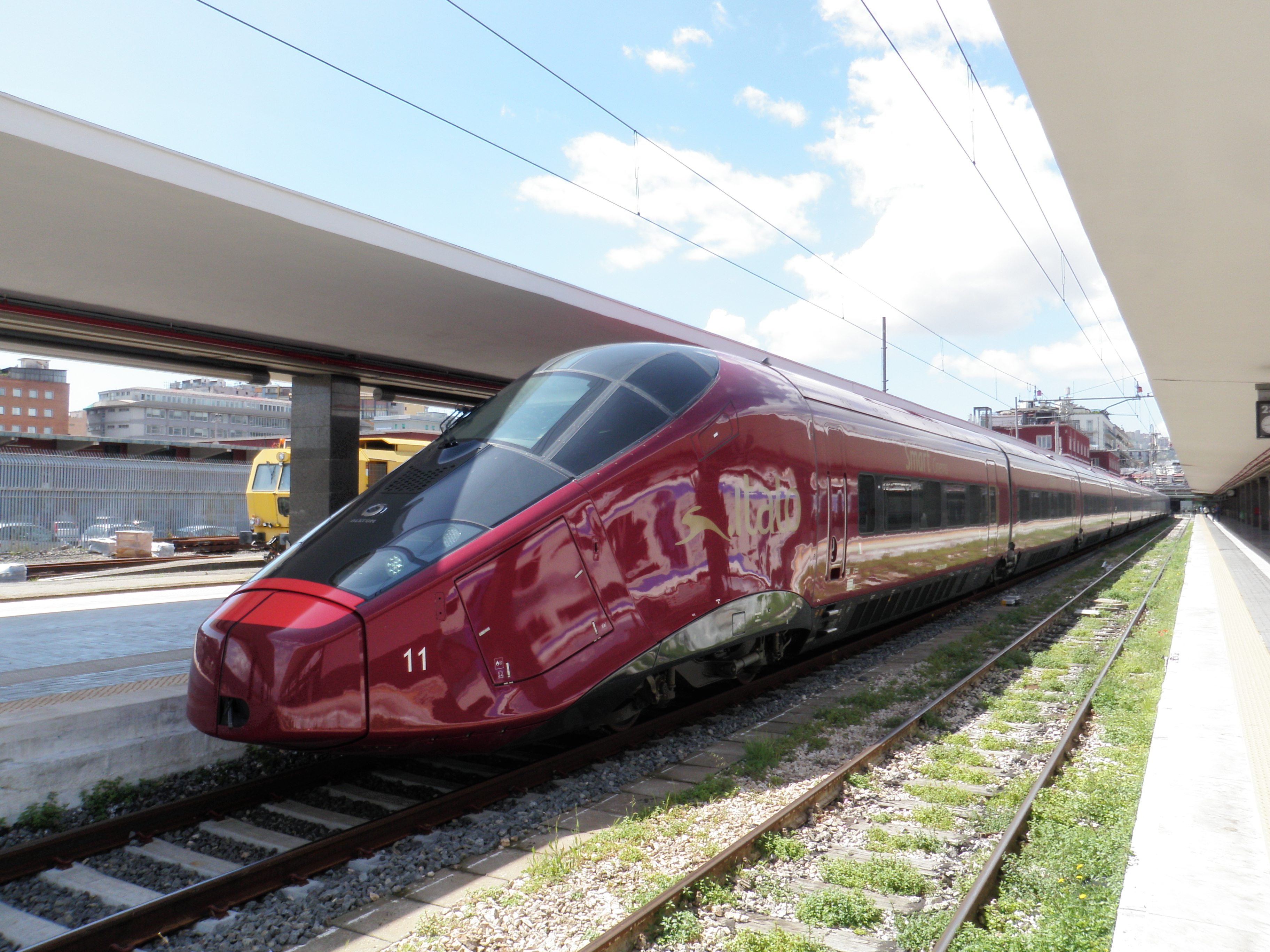
Az NTV olasz magánvasút AGVmotorvonata Olaszországban a Napoli Centrale állomáson

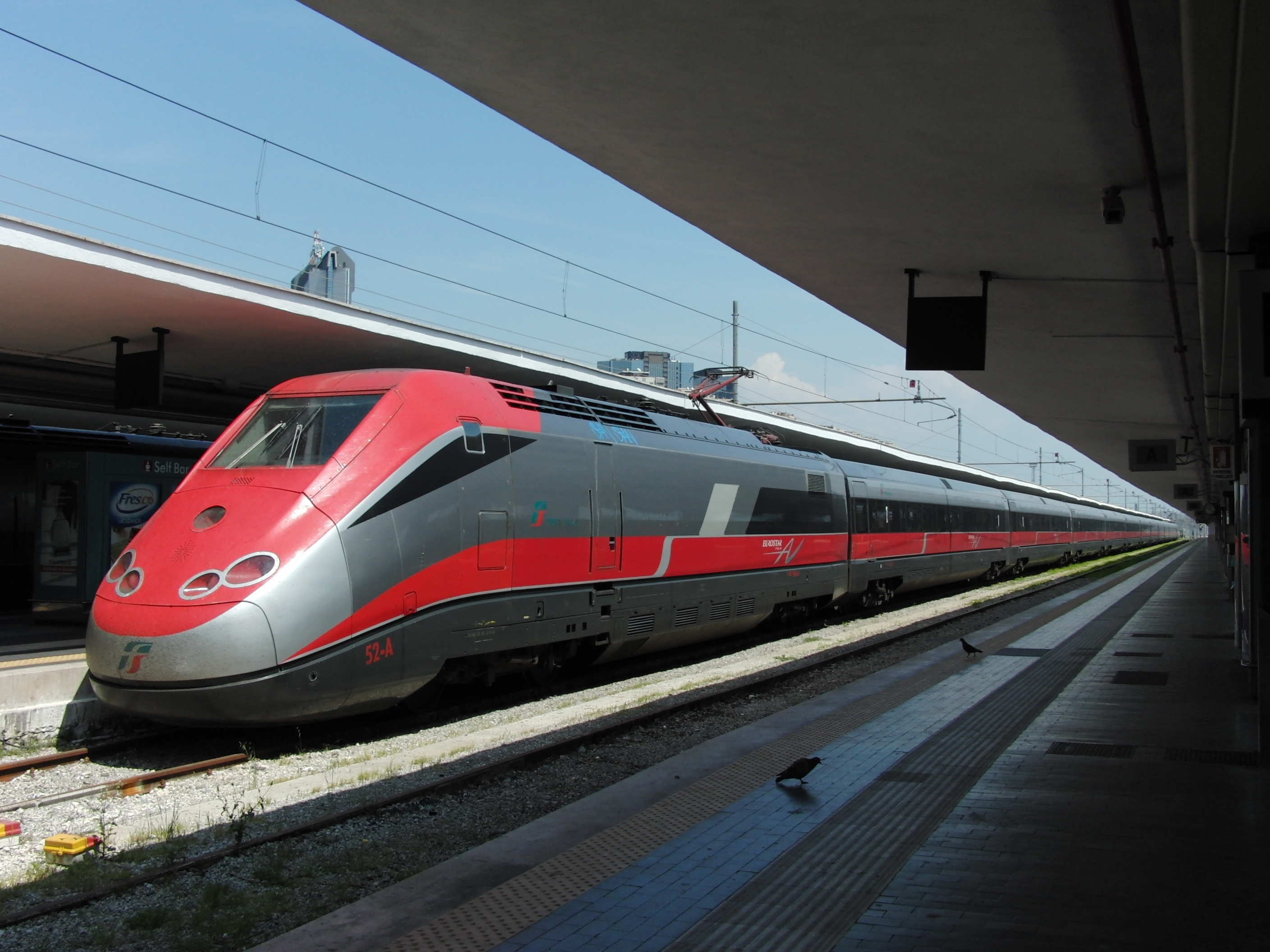
Az ETR 500 sorozat Olaszország egyik nagysebességű vonata Nápolyban

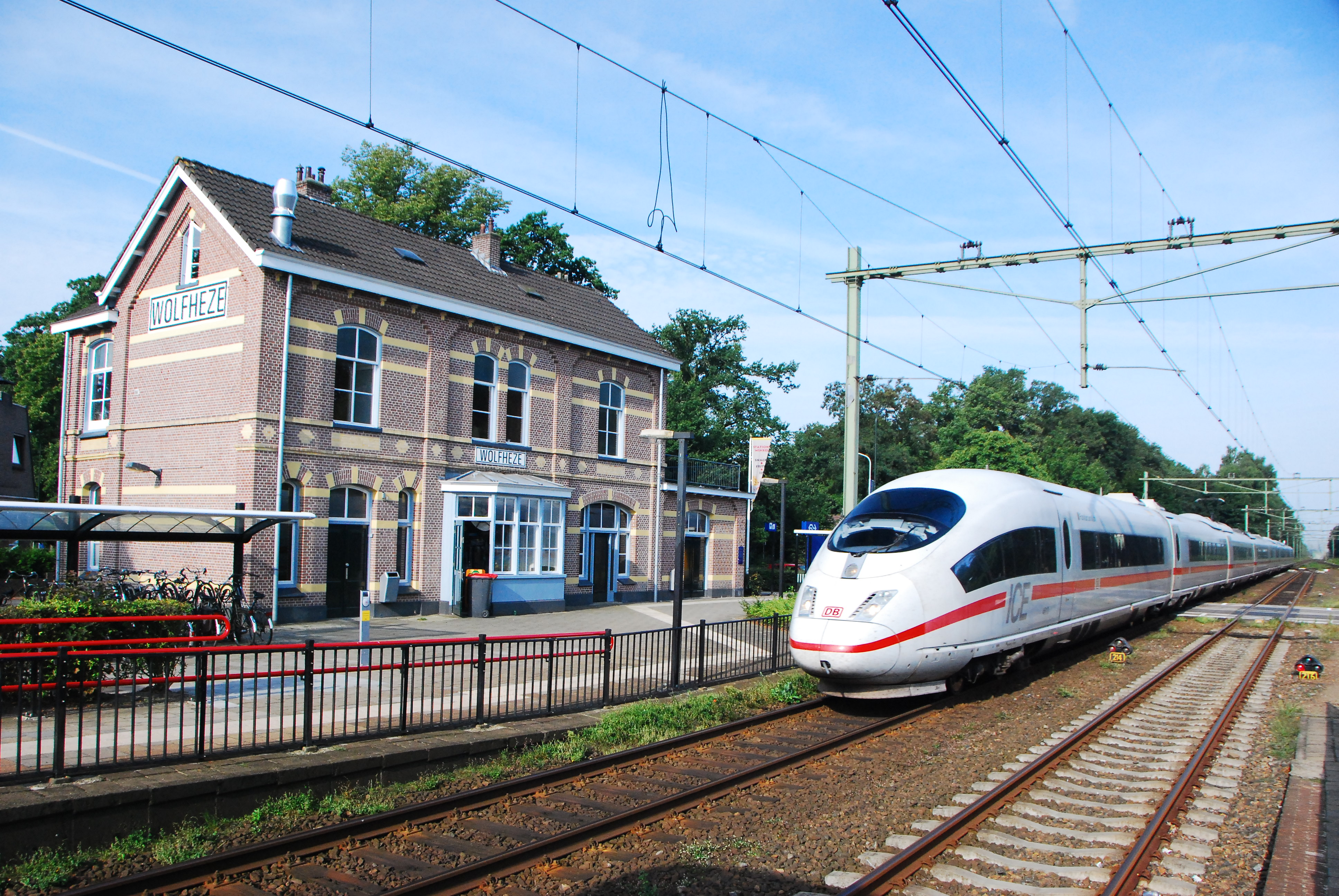
ICE 3 motorvonat Németországban

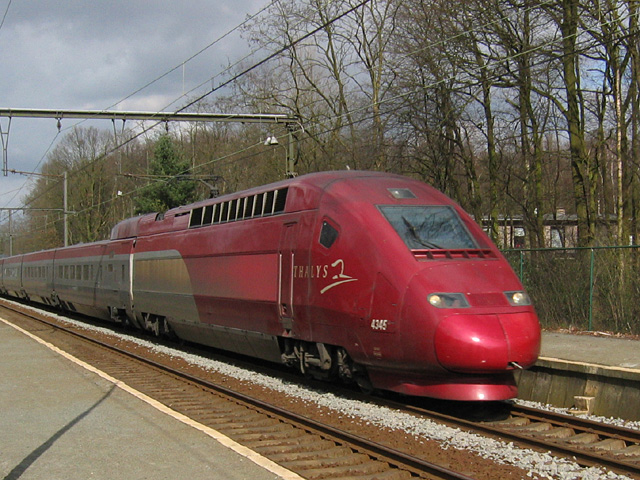
Thalys nagysebességű motorvonat

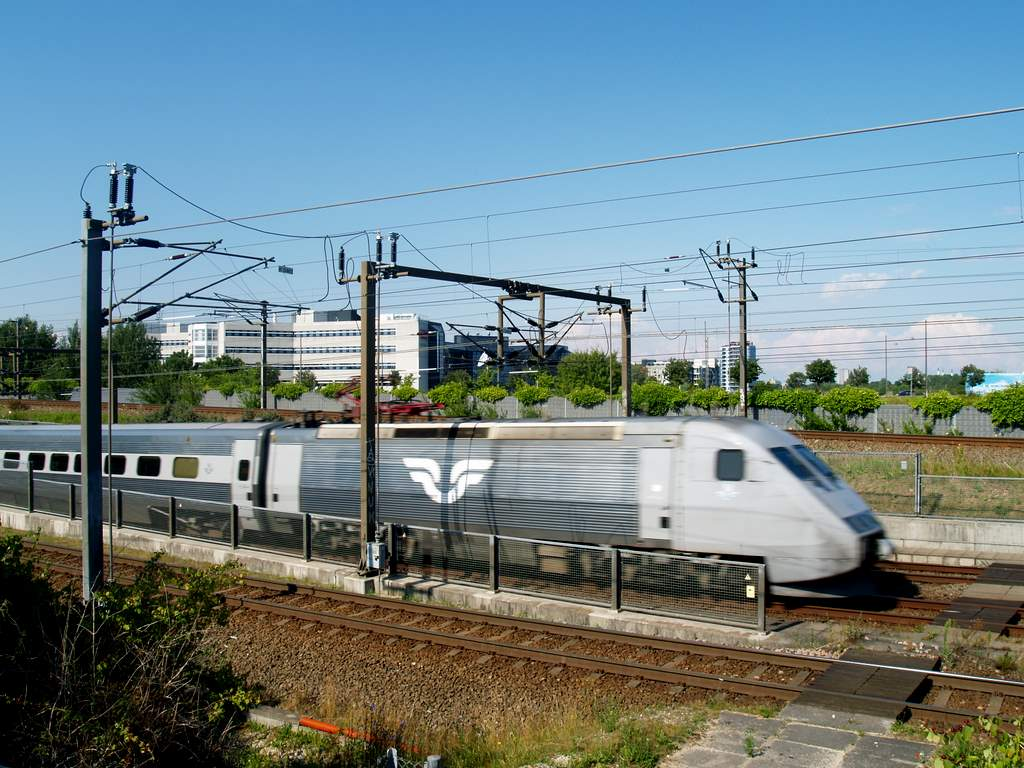
SJ X2000 nagysebességű motorvonat

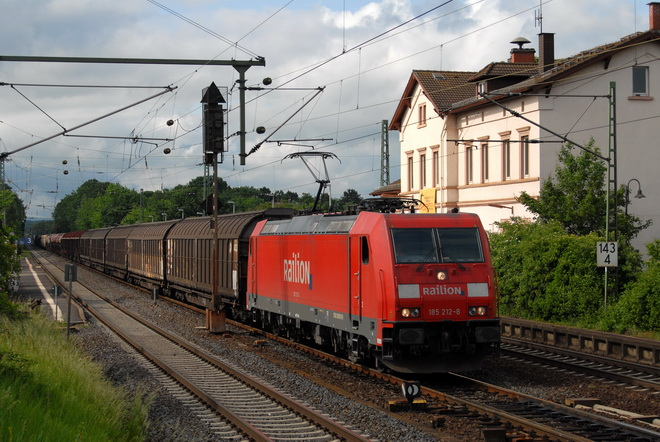
DB 185 sorozatú villamosmozdony tehervonatával

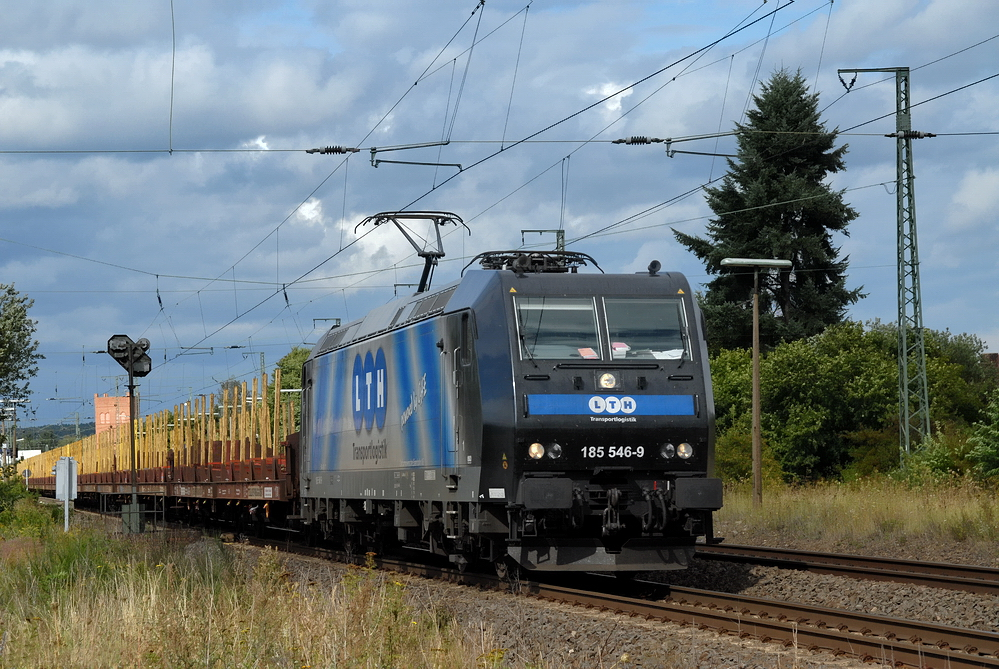
Magánvasúti Bombardier TRAXX villamosmozdony

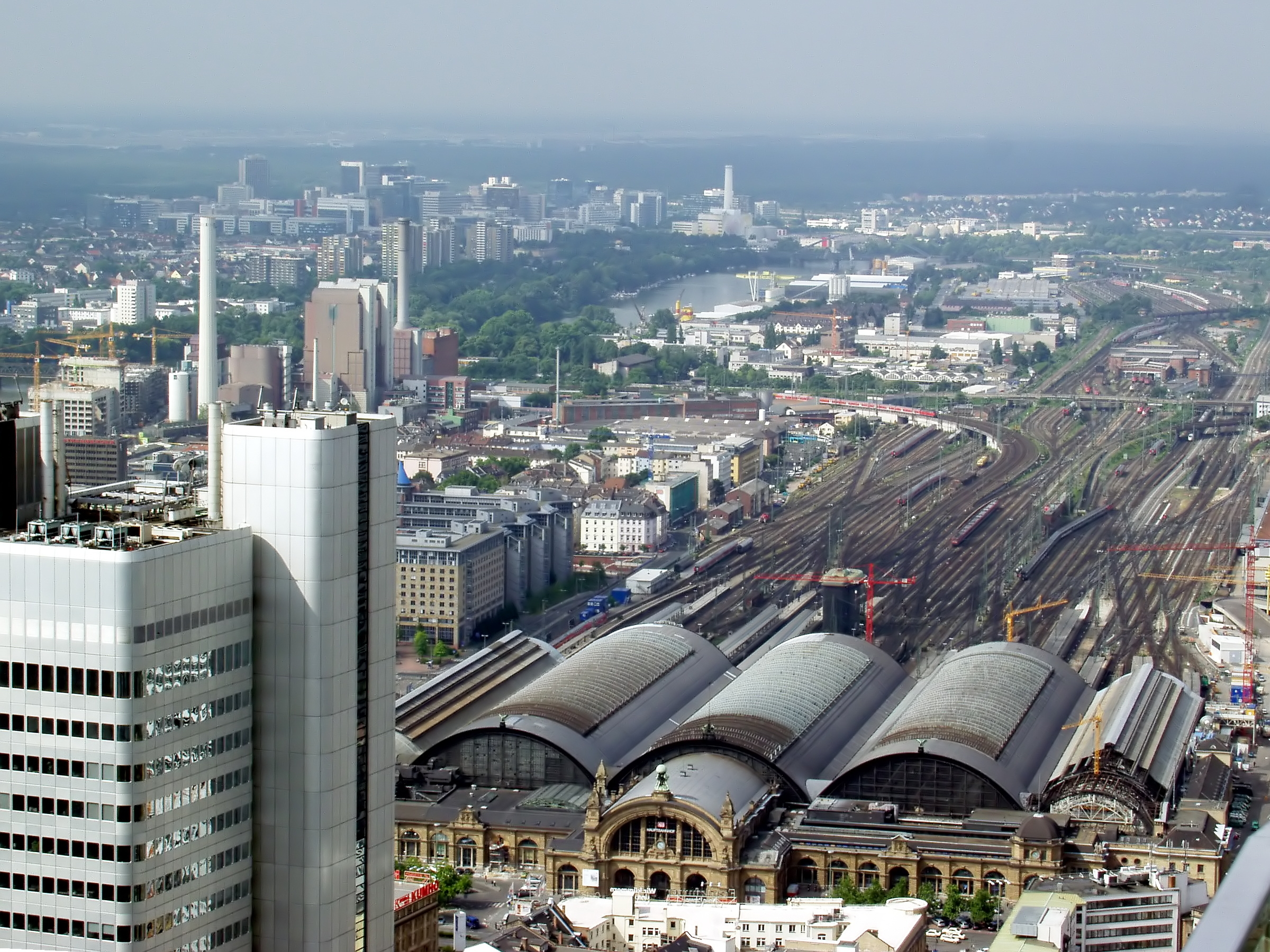
Frankfurt Hauptbahnhof

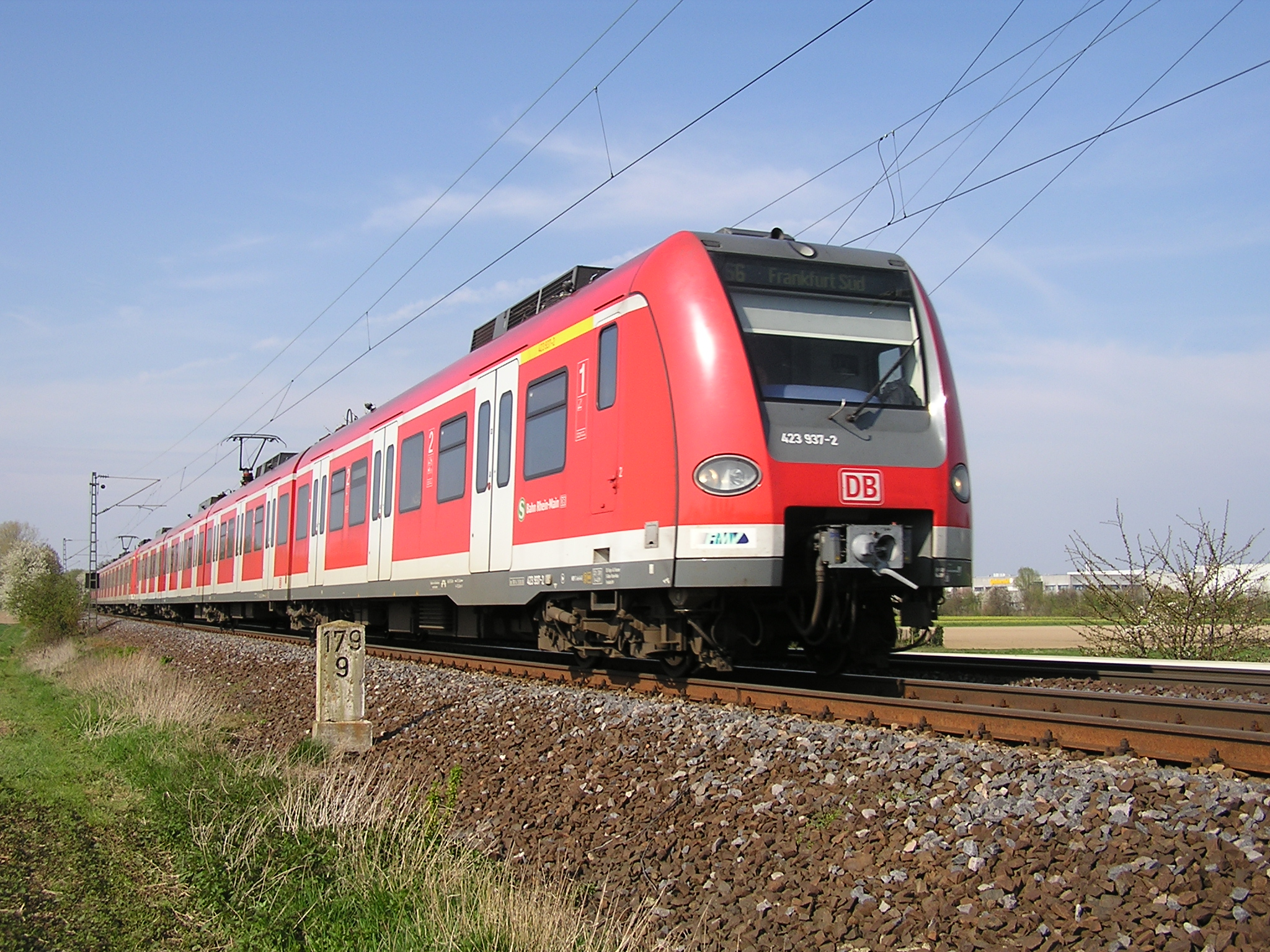
DB 423 sorozatú villamos motorvonat S-Bahn forgalomban

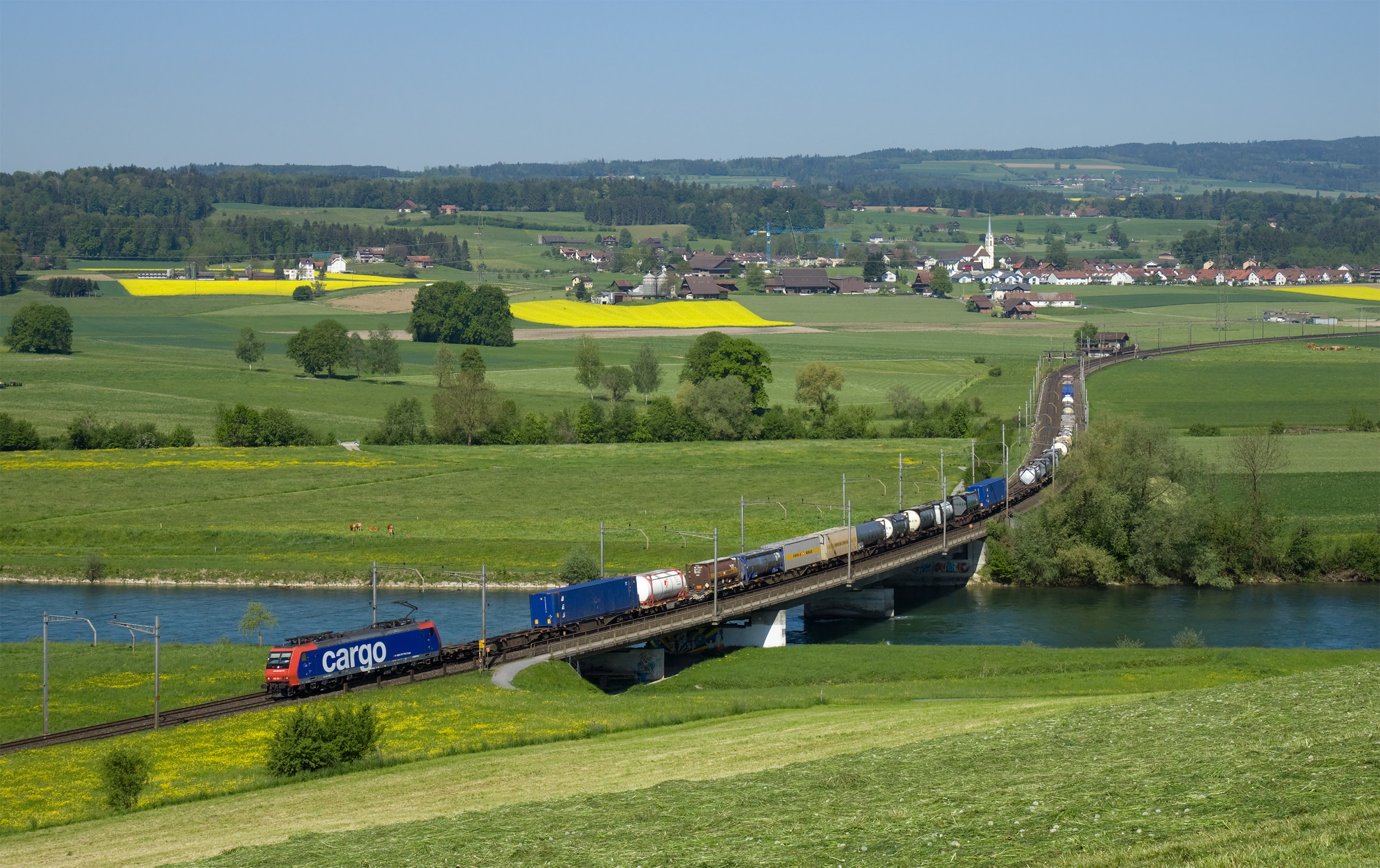
SBB Re 482 sorozat konténervonatával

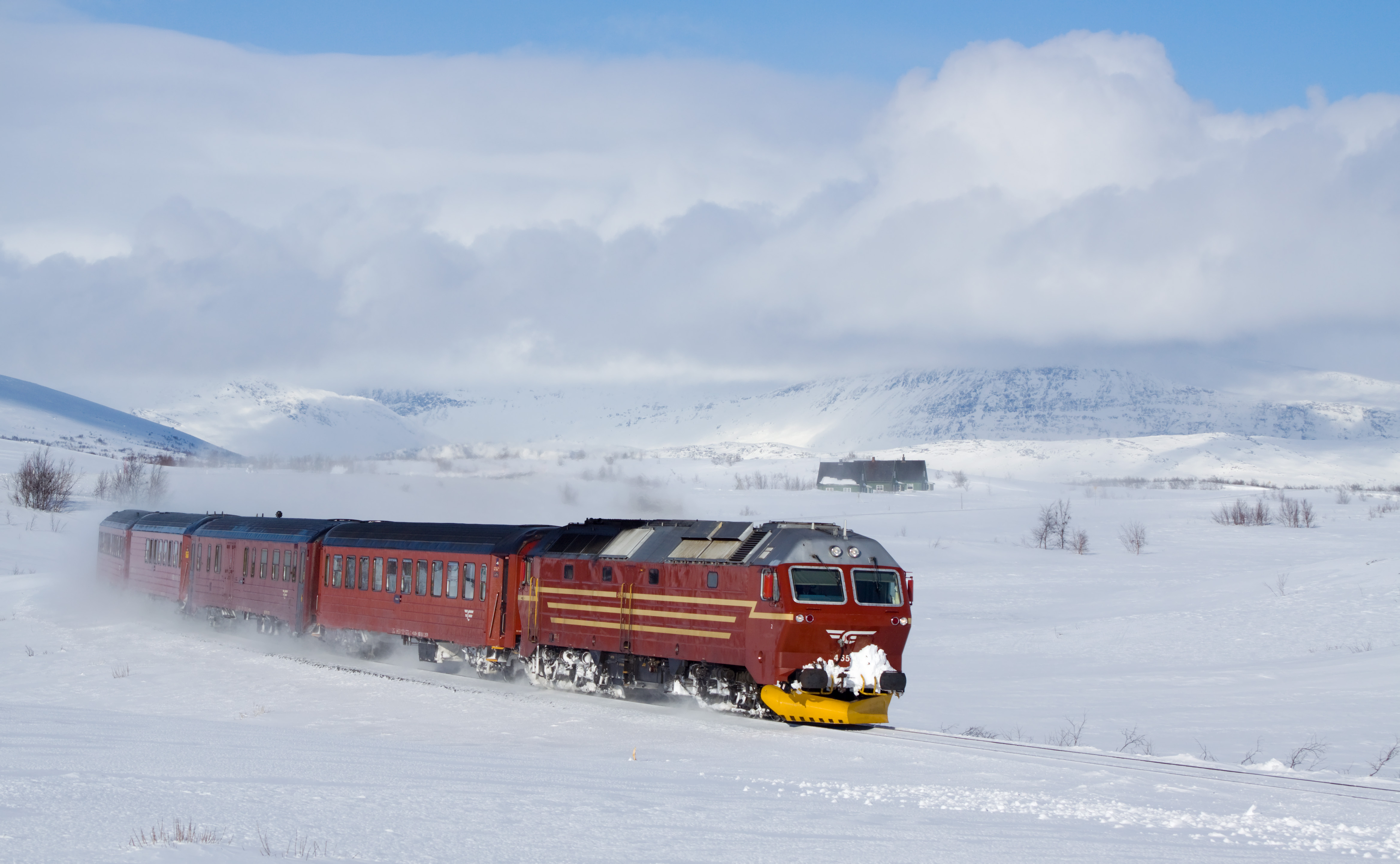
NSB Di 4 villamosmozdony Norvégiában

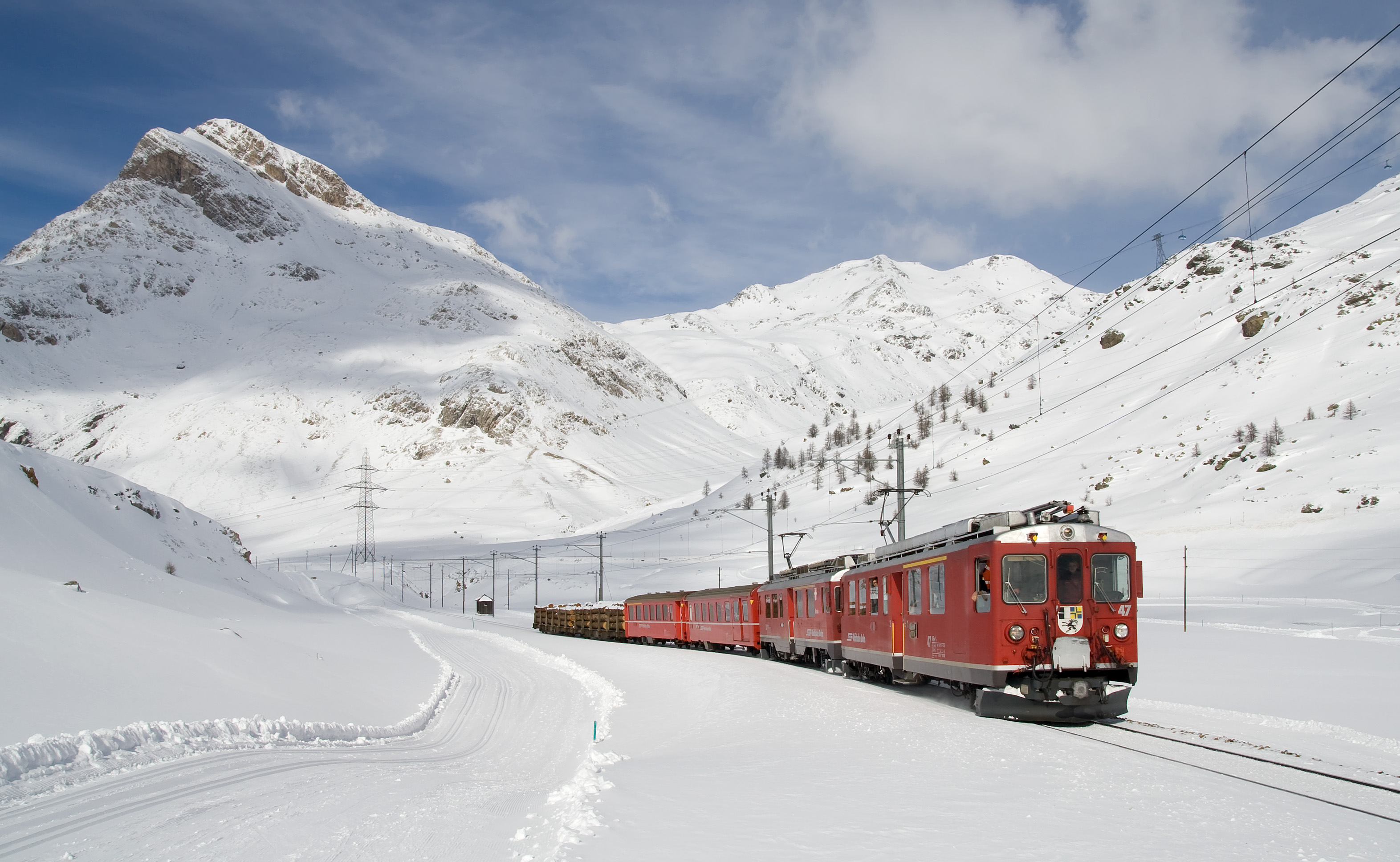
A Berninabahn télen

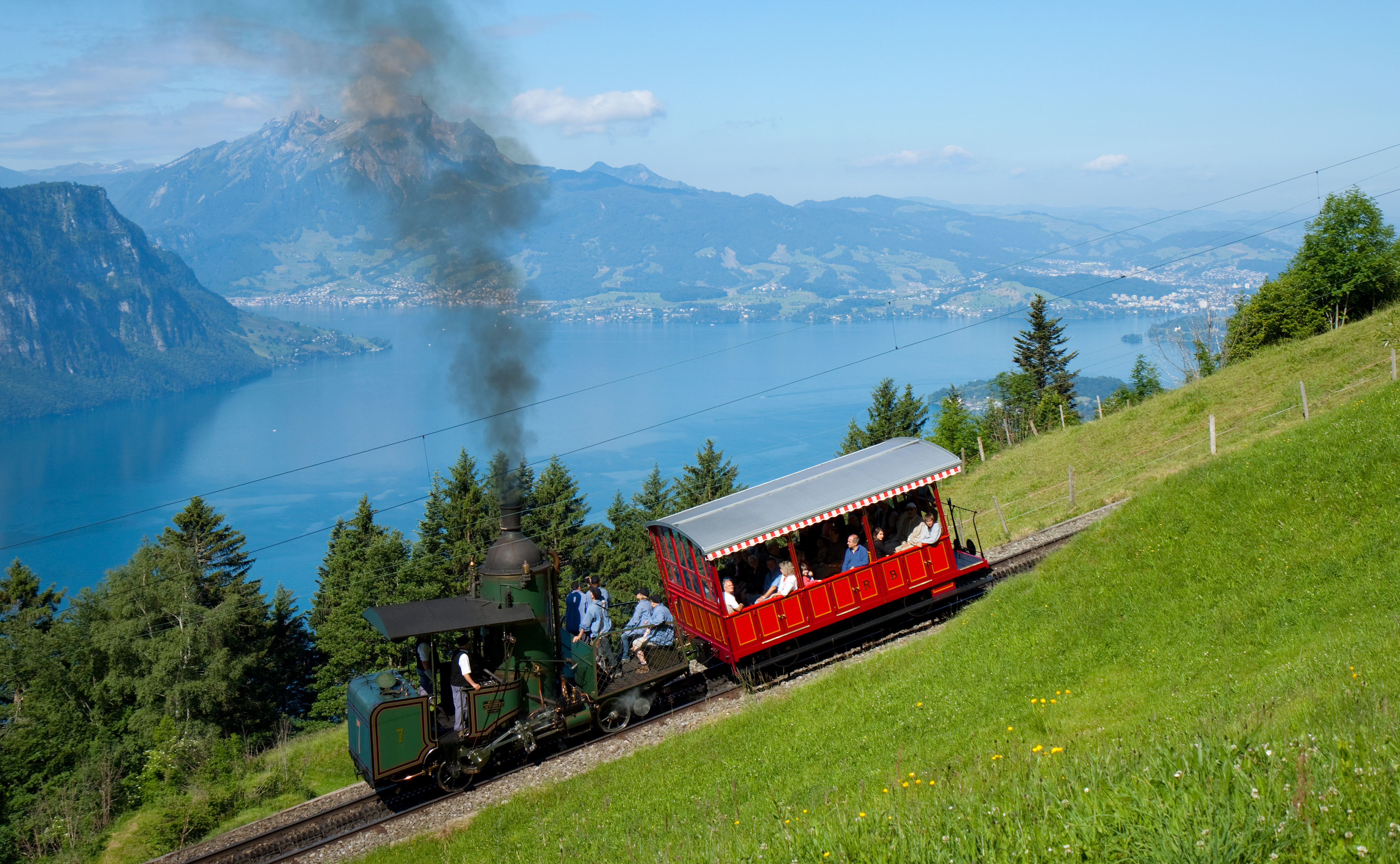
A Vitznau-Rigi-Bahn

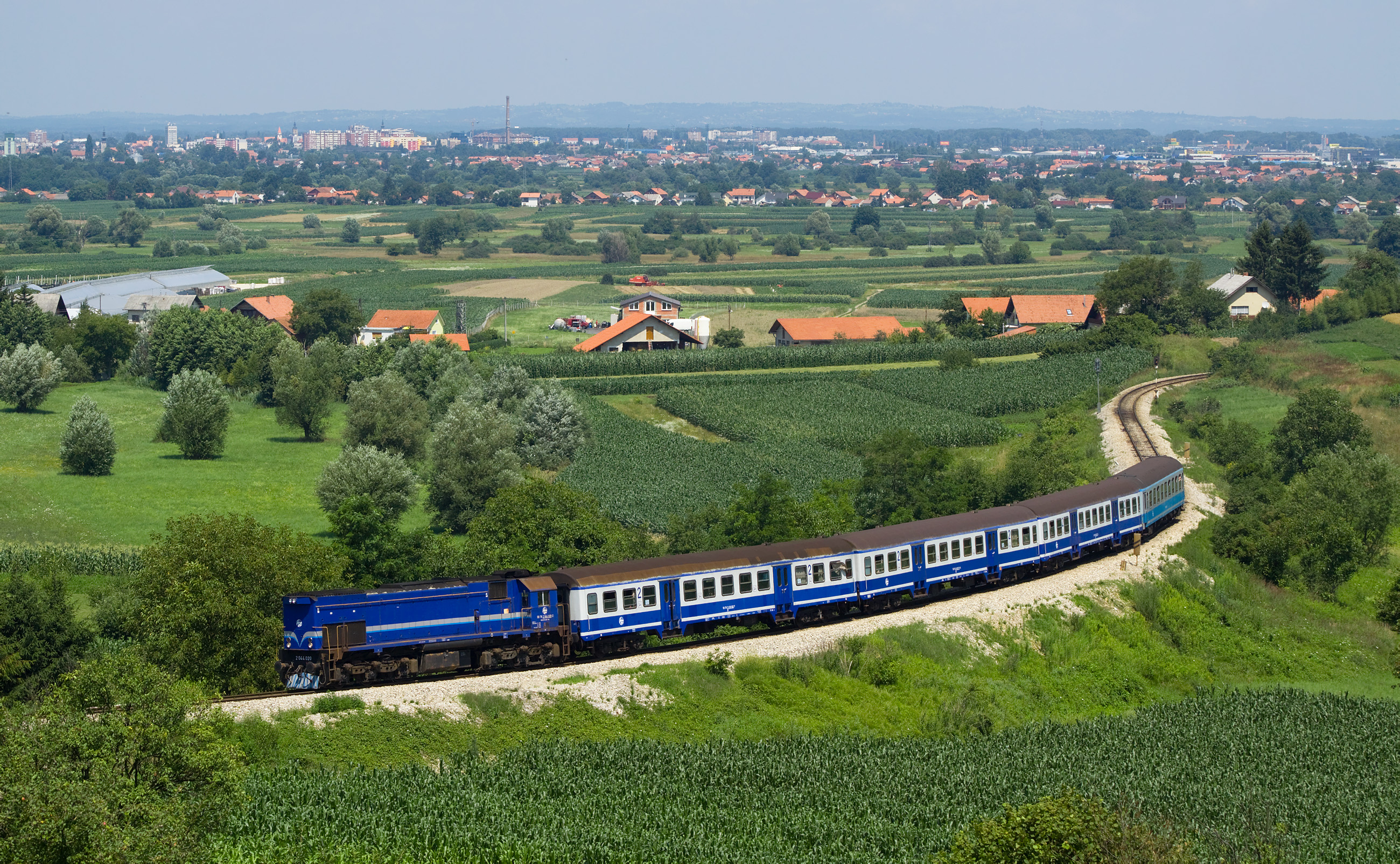
HŽ 2044 sorozat Turcin és Sveti Ilija között Horvátországban

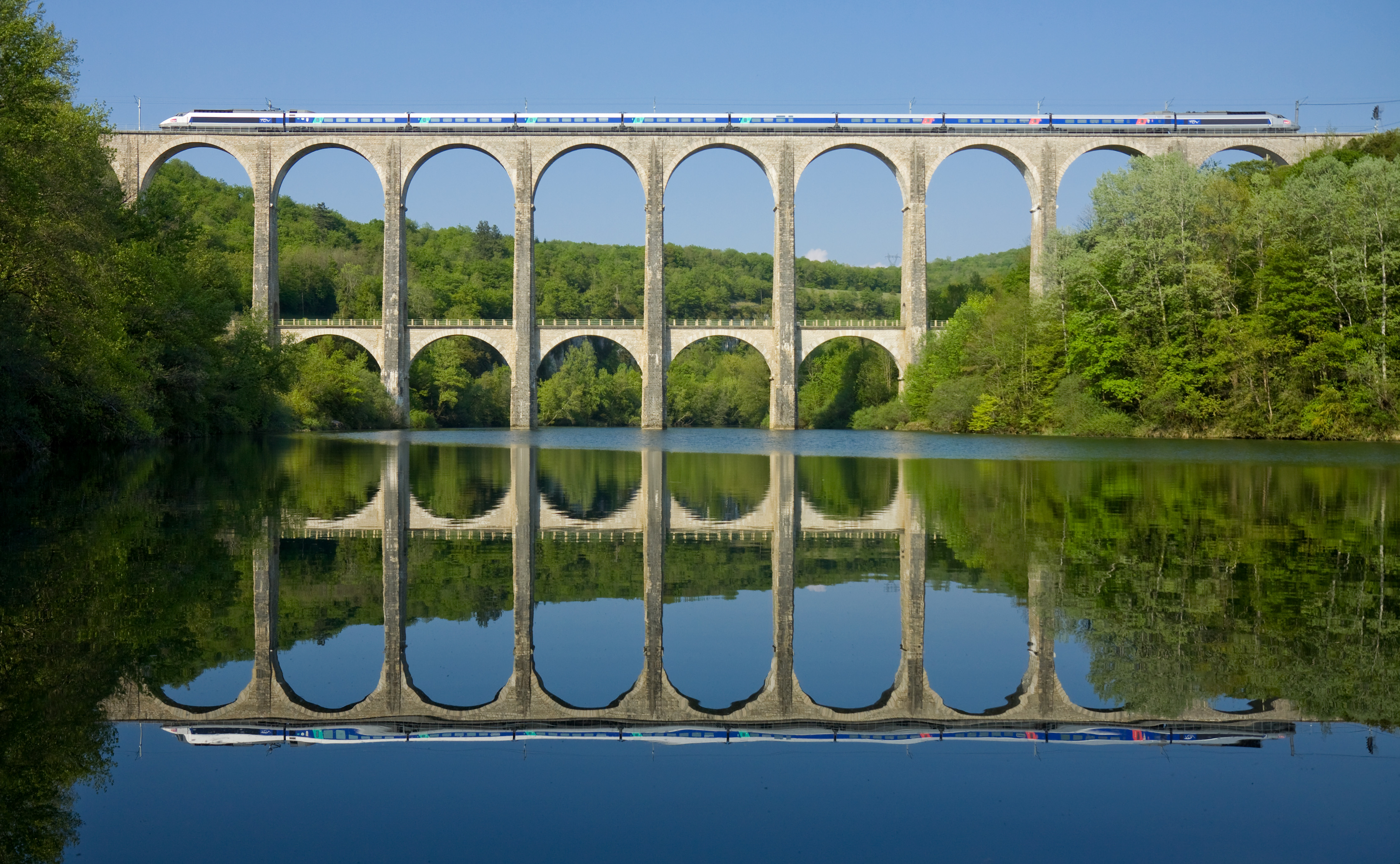
TGV motorvonat Franciaországban a Cize-Bolozon viadukton a Bourg-en-Bresse-Bellegarde-vasútvonalon

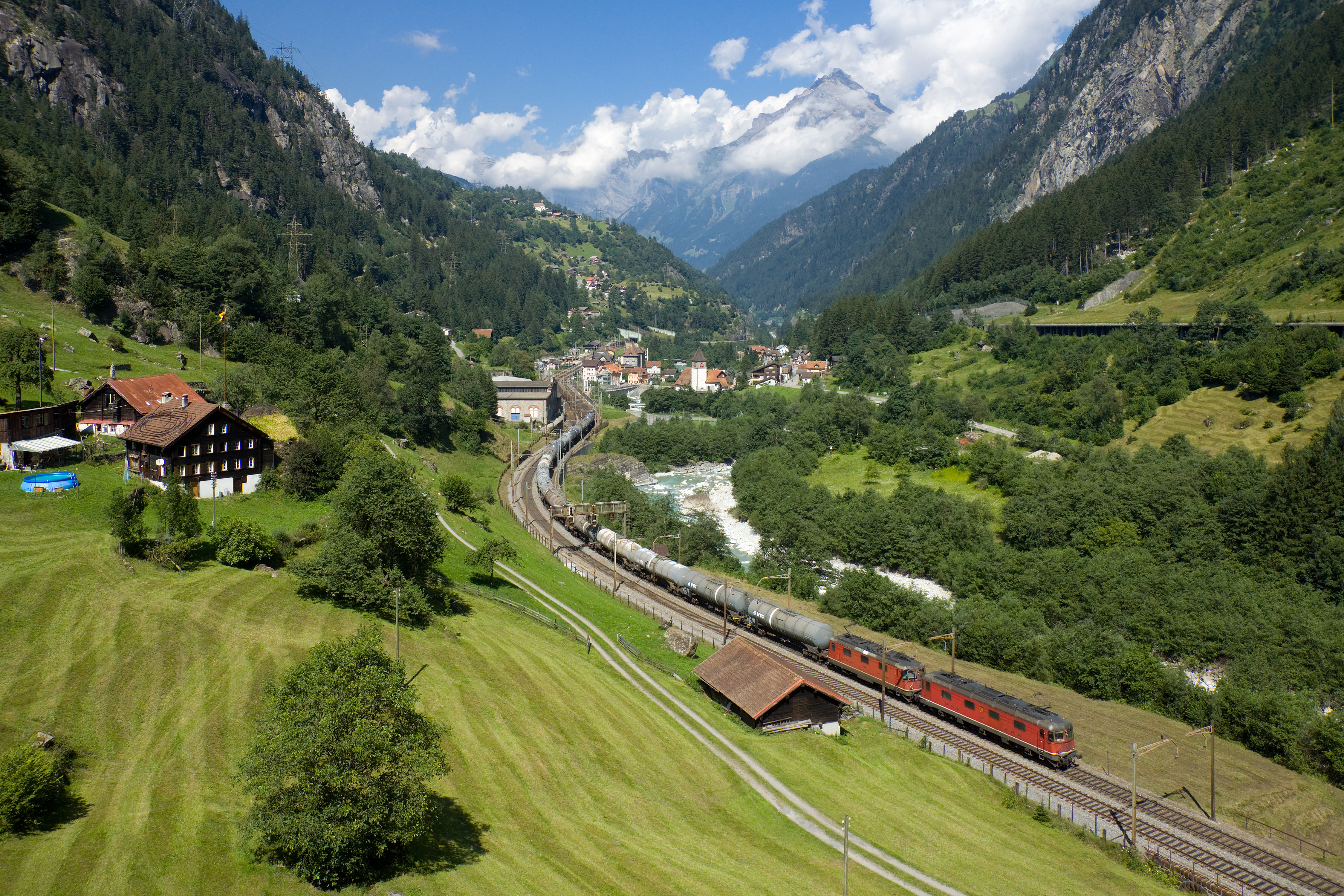
SBB Re 6/6 és SBB Re 4/4 II villamosmozdonyok a Gotthárd-vasútvonalon Svájcban

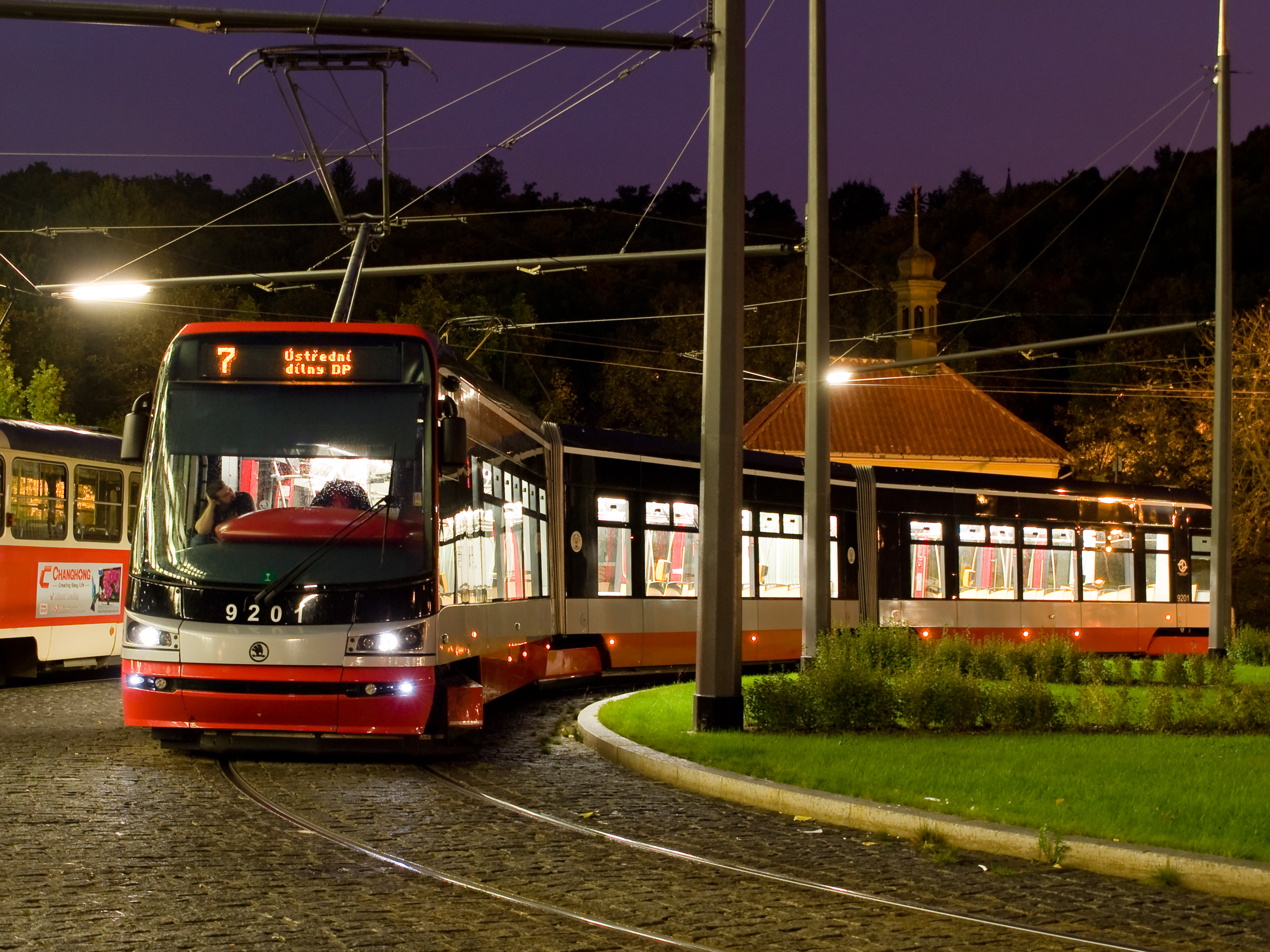
Škoda 15T villamos

Európa vasúthálózata a legrégebbi és a legsűrűbb a világon. A forgalom legnagyobb részét az állami vasúttársaságok bonyolítják. De a magántársaságok előretörése is egyre gyorsabb. A legnagyobb hálózattal Németország rendelkezik. A kontinens vasútja napjainkban is folyamatos átalakuláson megy át. Vonalakat zárnak be (főleg mellékvonalakat Kelet-Európában), de új vasútvonalak is folyamatosan épülnek. A személyszállításban a legnagyobb forgalom a nagyvárosok elővárosi vonalain (S-Bahn) és a nagytávolságú nagysebességű vonalakon (TGV, TAV, ICE, AVE) van. A regionális forgalom elenyésző.
A teherszállításban az ömlesztett áruk (szén, ércek, fa, folyadékok) és a konténerek a fő árufajták.

## Az Európai Unió vasútpolitikája
Mielőtt áttekintenénk, hogy az EU-hoz Magyarország előtt csatlakozott országok vasútjainak liberalizálása milyen eredményekre vezetett, áttekintem, hogy is kellene kinéznie a vasúti piacnak az EU elképzelései szerint. Ez már csak azért is indokolt, mert a magyar vasútvállalat átalakítása az EU előírások szerint már évek óta folyik, és talán csak 2025-2030 között fejeződik be, mire valamennyi máig felmerült követelményt maradéktalanul teljesíteni tudunk.
Az EU Közös Közlekedési Politikája (Common Transport Policy – CTP) egy hosszú és ma sem lezárult folyamat eredménye. A CTP létrejöttének oka az, hogy az unió politikai összehangoltsága kiterjedjen a közlekedés területére is. A közlekedési szektor valamilyen fokú liberalizálása már az alapításkor, a Római szerződésben deklarálásra került. Először a nemzetközi forgalomra kívántak közös szabályokat alkotni, és már felmerült a nem helyi illetőségű közlekedési vállalatok engedélyezése (kabotázs). Már 1961-re elkészült az első átfogó stratégia és egy évvel később már egy akcióprogramot is kidolgoztak. A közösségi szintű szabályozás maga is vontatottan haladt, de a tagállami végrehajtás a megszülető rendelkezéseket is holt betűvé tette. E kettősség a mai napig jellemzője a vasutakkal kapcsolatos uniós és nemzeti szabályozásoknak.
1973-ban született meg az Európai Közösség vasútpolitikája. Ennek alapján minden második évben gazdasági és pénzügyi jelentést készítettek a Közösség vasútjairól. 1970-ben a vasút részesedése az EU szállítási piacából 32,6 százalék volt. Ez 1980-ra 25,8%-ra, 1990-re pedig 18,6%-ra, 1998-ban 14,1%-ra, 2001-re 13%-ra csökkent. Ennek nyomán a Közösség tagországai elhatározták, hogy sürgősen intézkedéseket fognak hozni a vasút további hanyatlásának megállítására. Ennek kapcsán véleményük szerint átlátszóvá kell tenni a kormányok és vasúttársaságok közötti kapcsolatokat, valamint fokozott figyelmet kell fordítani a vasúti infrastruktúra fejlesztésére.
Az infrastruktúra közösségi fejlesztésének határt szabott a költségvetésben rendelkezésre álló csekély összeg. Először 1980-ban különítettek el speciális pénzügyi fedezetet infrastrukturális beruházásokra. A fejlesztés szempontjai viszont a későbbiekben sem váltak egyértelművé. Spanyolország és Portugália belépésével két érdek ütközött, a közlekedés szűk keresztmetszetét próbálják-e bővíteni, vagy a perifériákat bekapcsolni a Közösség vérkeringésébe.
A mainál jóval kisebb jogkörrel rendelkező Európai Parlament már a 80-as évek legelején bírósági idézést kért az Európai Tanács ellen, mivel az elmulasztotta adaptálni a közlekedési szektor megnyitásáról rendelékező egyezményekben szereplő intézkedéseket.
Az Európai Igazságügyi Bíróság 1985. május 22-i ítéletében kötelezte a kormányokat, hogy liberalizálják a közlekedési piacot, és többek között az állami tulajdonú vasúti forgalomba is vezessenek be reformokat.
A Közös Közlekedési Politika létrejöttének első igazán fontos állomása az 1985. évi Fehér Könyv volt, amelyben az egységes, liberalizált közlekedési piac gondolata megjelent.
Mivel az 1985-ben kívánt eredmények nem jelentkeztek, 1988-ban a vasút térvesztésének megállítása céljából újabb bizottsági javaslatok kidolgozását sürgették. Ebben az évben a tizenkét közlekedési miniszter tanácskozásán egyetértettek abban, hogy a vasúti és a közúti közlekedés költségeinek kiegyenlítődését elő kell segíteni. Az alapfeltevés azonban hibás volt, aminek következményeként a versenyben nem nyerhetett a vasút. Az új rendszerben ugyanis nem a vasutat akarták a kor követelményeihez igazítani, hanem a nemzeti társaság piacára belépő vetélytársakat kívánták büntetni. Ez pedig nem volt – és ma sincs – összhangban a Közösség alapkövének számító szabadpiaci verseny elveivel. A vasút helyzetének javítására választott megoldási mód jellemzően inkább az izolálódó országok sajátja, mint az integrálódóké. Vagyis sokkal kevésbé szolgálta az integrációt, mint ahogy az kívánatos lett volna.
Hat évnyi politikai alkudozás után megszületett a közös európai közlekedési politikát rögzítő irányelv, melynek vezető gondolata Európa vasútjainak versenyképessé tétele volt. A máig ható és sűrűn hivatkozott 91/440/EK irányelv mélyreható változásokat indított el azokban az országokban, ahol egyáltalán nekiláttak az irányelv végrehajtásának. A 91/440/EK irányelvet 2012-ben felváltotta az egységes európai vasúti térség létrehozásáról szóló 2012/34/EU irányelv, amelyet 2015. június 16-ig kell a tagországoknak nemzeti jogszabályaikba átültetni.
A fő cél a vasutak piaci részesedésének növelése volt.
Ezt az alábbi célok megvalósításával látták megoldhatónak:
- a kereskedelmi tevékenység függetlenítése a kormány döntéshozó testületeitől,
- pénzügyi rendbetétel, a szanálás végrehajtása,
- a vállalkozó és pályavasút legalább számviteli szétválasztása,
- a vasúthálózatok megnyitása a nemzetközi kombinált szállítások és a nemzetközi csoportosulások előtt.

1992-ben Fehér Könyv született a közös közlekedési politikáról, amely leszögezi, hogy a közlekedés infrastruktúrája lényeges a belső piac teljessé tételéhez, az európai versenyképesség megőrzéséhez.
Az áttörést azonban az 1992-ben megjelent Zöld Könyv jelentette, amelyben a közlekedés és a környezet kapcsolatát elemezték, valamennyi közlekedési alágazat stratégiai kérdéseire egy átfogó koncepciót adva.
A közös stratégia abból indul ki, hogy minden törekvés ellenére a közlekedés, a forgalom, s elsősorban a közúti forgalom növekedése az elkövetkező évtizedekben nem állítható meg. A közös stratégia a fenntartható mobilitás általános stratégiáját valósítja meg. Ebben eszköz a vasutak versenyképességének növelése.
A közlekedés az eddigieknél lényegesen nagyobb hangsúlyt a maastrichti szerződésben kapott, amelyben a felek elkötelezték magukat a transzeurópai hálózatok fejlesztésére a közlekedés, a távközlés és az energiaellátás területén. A Tanács 1993. december 29-én három döntést hozott a transzeurópai közlekedési hálózatokról, amelyben elhatározták, hogy 1995. július 1. előtt új szabályokat fogadnak el erre a szektorra nézve.
A maastrichti szerződés XII. fejezete megfogalmazza a különböző transzeurópai hálózatok, így a közlekedési hálózatok kiépítését, bővítését, összehangolt működtetését. A politikai koncepció egységes, összehangolt európai hálózat kialakítása és működtetése. Ezeknek a projekteknek a tervezését jelentősen megnehezíti, hogy a döntéshozatal több szinten (közösségi, nemzeti, regionális, helyi szinten) történik, ahol az érdekegyeztetés nehézsége mellett a szubszidiaritás elve érvényesül. A projekteket elsősorban nemzeti és regionális szinten finanszírozzák, az unió a Kohéziós Alap, valamint az Európai Regionális Fejlesztési Alap segítségével elsősorban ott avatkozik be, ahol a projekt gazdasági okok miatt megvalósíthatatlan lenne. Az unió szerepe megvalósíthatósági tanulmányok finanszírozására, kamattámogatásra, hitelgaranciákra korlátozódik.
A közösség új vasúti koncepciót dolgozott ki, amelyben a jövő vasútját különböző független vasúttársaságok működése fogja jellemezni, amelyek vállalkozási alapon működnek. A Bizottság által kitűzött cél, hogy teljesen szabaddá tegyék a vasútvonalakhoz való hozzáférést. A Bizottság javasolja, hogy a vasúti infrastruktúra kiépítésének és fenntartásának, valamint a vasúti forgalom lebonyolításnak szervezeti szétválasztását.
A Bizottság a teljes liberalizáció eléréséig átmeneti intézkedéseket tervez. Ennek lényege, az úgynevezett „Freeway”–ek kialakításával a tagállamok kötelesek bizonyos számú a transzeurópai forgalom céljainak megfelelő vasútvonalakat kijelölni, amelyeket az üzemeltetők teljes hosszukban együttesen és egyidejűleg hozzáférhetővé teszik az árufuvarozók számára.
Az EU közös közlekedéspolitikájának egyik céljaként fokozni kell a vasútrendszer hatékonyságát az európai piacon folyó versenybe integrálása érdekében, és egyidejűleg meg kell teremteni, illetve fokozni kell a vasúti szállítás és fuvarozás versenyképességét a közlekedési, szállítási, fuvarozási piacon.
Az EU közös közlekedéspolitikájának egy másik célja azon különbözőségek megszüntetése, amelyek abból adódnak, hogy a tagállamok a közlekedési vállalatokat közszolgáltatási kötelezettségekkel (üzemben tartási, szállítási kötelezettség, díjszabási kényszer) terhelik meg, amelyek a versenyfeltételek jelentős torzítását eredményezik.
A 95/18/EK, a 2001/14/EK és a 2008/57/EK irányelvek a reformfolyamatok eszközeit definiálják. Főleg a vasúti vállalatok engedélyezése, infrastruktúra kapacitásának szétosztása, pályahasználati díj kiszabása és a nagysebességű vasutak nemzeti határokon való átjárhatósága (interoperabilitása) szerepel hangsúlyosan. Szót ejtenek továbbá a költségcsökkentés, privatizáció, szervezet átalakítás és versenyképessé tételről is.
Az Első Vasúti Csomag 2001-es megalkotására lényegében úgy került sor, hogy a 10 évvel azelőtti történelmi irányelv végrehajtása épp csak megkezdődött. Ezek az első tapasztalatok birtokában már konkrétabb kritériumokat fogalmaztak meg.
A 2001/12/EK irányelv kiterjesztette a nemzetközi árufuvarozási útvonalakat, megalkotta a transzeurópai árufuvarozási hálózat (TERFN) fogalmát. Ez azért fontos, mert az államoknak első körben ezeket a pályákat (és az ebből kiágazókat az első 50 km-en) kellett azonnal megnyitni a konkurensek előtt. Rendelkezik továbbá a vasúti infrastruktúra és vasútbiztonsági funkciók szétválasztásáról és az infrastruktúrához való hozzáférés feltételeiről.
A 2001/13/EK irányelv a 95/18/EK irányelv módosításával bevezeti az EU-szerte érvényes engedély (license) fogalmát. Ennek jelentőségét az adja, hogy egy engedélyezett társaságnak nem kell minden országban vasútvállalatot alapítania (megfelelve az alapítás szigorú feltételeinek), elegendő, ha eszközeinek használata az adott országban engedélyezett. Ez a nemzetközi teherszállítás fellendítését célozva, illetve a külföldi társaságokkal való nemzeti hatósági „packázás” lehetőségét zárja ki. A szabály az átlátható, tisztességes, nem diszkriminatív eljárások biztosítására dolgozza ki a közös engedélyezési rendszert.
A legjelentősebb mégis a csomag 2001/14/EK irányelve lett, melyben szabályozzák a menetvonal készítését és szétosztásának elveit, valamint rendelkezik a független menetvonal- elosztó, menetvonal-értékesítő testületek felállításáról.
E csomag végrehajtása egyes országokban azonnal megkezdődött, mivel azok csak az 1991-es irányelvet pontosították.
Felismerve a hálózat eltérő műszaki feltételei okozta anomáliákat, a 2001/16/EK irányelv a határok mozdonycsere nélküli átjárhatóságát, a nemzeti vasúthálózatok összekapcsolását (interoperabilitás) célozzák, és a műszaki egységesítés irányába hat. Létrehozzák a műszaki egységesítésen dolgozó szervezeteket, de az alkalmazást egyelőre csak a TERFN hálózat vonatkozásában írja elő. A 2001/16/EK irányelv rögzíti, hogy az átjárhatóságot nemcsak a TERFN, hanem a teljes állami hálózaton biztosítani kell.
A Második Vasúti Csomag folytatja az elsőben megkezdett utat. A vasutak növekvő piaci részesedés vesztését megállítandó a folyamatok gyorsítását irányozzák elő. A 2004/50/EK és 2004/51/EK irányelvek az árufuvarozás időbeni gyorsításáról döntenek. A nemzetközi árufuvarozásban a tagállamok vasúthálózata 2006. január elsejétől teljes megnyitásra kerül (kivéve azon új tagállamokét, akik ezen szabály alól átmeneti mentességet kértek és kaptak). A kabotázs (azaz külföldi cég által belföldi célpontok közötti fuvarozás) forgalomban ennek határideje 2007. január 1-je. Ez utóbbi jelentősége abban áll, hogy valamennyi license-szel rendelkező társaság az Unió területének bármely két pontja között korlátozás nélkül végezheti tevékenységét, tulajdonosi szerkezetét immár nem kell bemutatnia.
A Második Vasúti Csomag egy közös biztonsági koncepció lefektetésével mutat túl az elsőn.
2004/49/EK irányelv (az ún. vasútbiztonsági irányelv) rögzíti, hogy harmonizált európai szabványok sorával az alábbi területeket kívánják szabályozni:
- vasútbiztonsági felelősség,
- az új nemzeti biztonsági szabványok kialakításához kijelöli a közös célokat, folyamatokat,
- bevezeti a biztonságirányítási rendszert,
- definiálják a vasútbiztonsági tanúsítványt, mely EU-szerte érvényes lesz, de egyelőre csak a biztonságirányítási rendszerekre.

A csomag része a 2004/881/EK rendelet is, melyben az Európai Vasúti Ügynökség (ERA) felállításáról döntenek. Ebbe mind a 25 tagállam delegál képviselőt (a vasúttal nem rendelkező Málta és Ciprus is), mely a biztonsággal és interoperabilitással kapcsolatos EU-irányelvek megvalósításán dolgozik majd észak-franciaországi székhellyel.
Noha még az 1991-es irányelv megvalósítása sem kezdődött meg minden régi EU-tagállamban, az épp csak elfogadott Második Vasúti Csomag után máris kész a harmadik koncepciója.
Ebben 2010. október 1-jétől a nemzetközi személyszállító vonatok piacát is megnyitná a verseny előtt, és bevezetné az Európai Mozdonyvezetői Jogosítványt. Noha a tervezett életbelépés ideje mindkét esetben 2010, az irányelv kidolgozatlansága és a fontosabb Első és Második Vasúti Csomag részleges végrehajtottsága miatt ezekből 2015-20 előtt aligha látunk majd valamit a gyakorlatban.
A Harmadik Vasúti Csomag emészthetőbb és értelmezhetőbb döntéseket is tartalmaz. Ebben – végre – definiálva lesznek a személy- és áruszállításra vonatkoztatott minőségi elvárások és követelmények, valamint a piac valamennyi szereplőjére kiterjedő jogokat és kötelezettséget vezet be. Az árufuvarozás vonatkozásában ez szabványosított minőségi jegyeket, jutalmazási és büntetési rendszereket vezet be, és a pályavasutakat felelőssé teszi az ügyfeleikért. A személyszállítás területén a késések és járatkimaradások esetén az utasoknak biztosított visszatérítéseket és a pályavasutak kompenzációs kötelezettségeit is rögzítenék.
Az utasok szempontjából a Harmadik Vasúti Csomag hozna egyedül látványos, akár pozitív változásokat. A személyszállító vasúttársaságok többségében hiányzó szolgáltatói szemlélet kialakításában meghatározó lehet az a csomag, melynek elfogadása is csak évek múlva esedékes, nemhogy bevezetése.
Az Európai Parlament és a Tanács kétéves jogalkotási folyamat után 2012. november 21-én elfogadta az egységes európai vasúti térség létrehozásáról szóló 2012/34/EU irányelvet, amelyet a tagországoknak 2015 júniusáig kell átültetniük nemzeti jogszabályaikba.

## Nemzetközi szállítás
A vasúttársaságok határokon átívelő együttműködését egyértelműen a nemzetközi személy- és árufuvarozás hatékony és gazdaságos megvalósítása tette szükségessé. Ennek hiányában ugyanis az eltérő nyomtávot vagy az eltérő tengelyterhelést, esetleg más űrszelvény keresztmetszetet használó országok határán az utasoknak át kellett szállniuk, és ami még rosszabb: az árut is át kellett rakodni. E műveletek eszközigényes technológiát, szervezési munkát igényeltek, és relatíve sok időt vettek igénybe. Ezen gondok kiküszöbölésére jöttek létre a nemzetközi vasúti szervezetek. A technika fejlődésével azonban újabb és újabb különbségek keletkeztek a nemzeti hálózatok között, az egységesítési „szándékok” emiatt nehezen és lassan haladnak…
A „múlt” hatására ma az Európai Unió tagországainak negyedében széles nyomtávolságú vasútvonalak vannak (Spanyolország, Portugália, Írország, Finnország, Észtország, Lettország, Litvánia), egyen- és váltóáramú villamos vontatás egyaránt létezik, ráadásul ezeken belül is több félét használnak, a mozdonyvezető munkáját segítő és kontrolláló „vonatbefolyásoló” rendszerek majdhogynem országonként különböznek, de ha mégsem, akkor is eltérő utasítás és előírás rendszereket használnak ezek üzemeltetésére. Így mára a nyelvi akadályokon kívül számos műszaki „akadály” is nehezíti a nemzetközi vasúti szállítást.

## A személyszállítás helyzete és helye a nemzetközi forgalomban
A határt metsző személyszállító vonatok két nagy csoportba oszthatók. A személyvonatok regionális érdekek kiszolgálása céljából, a határmenti térségek „kapcsolattartása” céljából üzemelnek. A távolsági nemzetközi személyszállítás ezzel szemben a kontinens nagyobb városainak összeköttetését biztosítja.
Szabályozási szempontból e két utazási igény megszervezése nagyon eltérő lehet. A személyvonatok közlekedését, mivel azok nem mennek be mélyen a szomszédos országba, sokszor a nemzetközi szabványoktól eltérően, kölcsönös megegyezéssel bonyolítják, nemzetközi forgalomra egyébként nem engedélyezett járművekkel. E vonatok különlegessége továbbá, hogy díjszabási szempontból sokszor a távolsági vonatokénál kedvezőbb árakon teszik lehetővé az utazást. E vonatok szinte soha nem mennek 20–30 km-nél mélyebbre a szomszéd országban.
Az európai uniós tagállamok határain e személyvonatok sokszor olyan határátmeneteken közlekednek, ahol távolsági személyszállítás nem történik.
A távolsági forgalomban már fontos szempont a menetidő minimalizálása. Mivel ezek a vonatok mélyen bemennek egy-egy országba, ezért az érintett országok mindegyikére engedélyezett járművekből lehet csak összeállítani a szerelvényt. A személykocsik „szabványosítása” már az 1800-as évek végén megtörtént, míg a vontató járművek unión belüli szabad közlekedésének maradéktalan biztosítása még évtizedeket vehet igénybe.
A nemzetközi forgalom versenyképességének a fentiek ellenére mégsem a vasúti rendszerek különbözősége a fő akadálya, hanem a tarifapolitika, a drága üzemeltetés, a nagy beruházás igényű infrastruktúra és a nagy élőmunka igény. A vasút minden piaci részterülete drága és a piaci keresletre rugalmatlan.
A nemzeti kormányok mindegyike változatos jogcímeken jelentős támogatásokat nyújt a területén szolgáltató társaságoknak. E támogatások révén az üzemeltető cégek a bekerülési költségnél alacsonyabb áron kínálhatják menetjegyeiket. Azonban az államok a nemzetközi forgalomban utazóknak már nem kívánnak kedvezményes utazási lehetőséget biztosítani, tekintettel arra, hogy a nemzetközi személyszállítás nem tartozik az alapellátási feladatok közé.
A nemzetközi menetjegyek árának képzése így eredendően az alábbiak szerint történik: minden vasúttársaság vonalára külön-külön megállapítják a leutazni szándékozott távolságot. E távolságot felfelé kerekítve az érintett ország ún. TCV II/III-as füzetében szereplő árlistából megállapítják az ezért fizetendő díjat. Ezen szakaszonkénti árak összegzése után adódik a teljesárú nemzetközi jegy ára. Ebből az árból igen változatos címszavakkal (életkor alapján, csoportos utazás, főszezonon kívüli, kishatárforgalom, kiegészítő jegy stb.) különféle kedvezményeket adnak. Ezek mértéke hálózatonként eltérő lehet. Így végső soron a kedvezményeket is szakaszonként érvényesítik.
Mindez persze még közel sem az eljárás vége! Bizonyos vonatok „emelt szolgáltatást” nyújtanak. Erre pótjegyet lehet szedni belföldi forgalomban (IC) csakúgy, mint nemzetközi forgalomban. A legelterjedtebb IC/EC pótjegyet mára eltörölték nemzetközi forgalomban, tekintettel arra, hogy mára minden nemzetközi távolsági vonat esetében biztosított ez a szint, így ez a menetdíj része. A kieső bevételek pótlására egyes társaságok azonban újabb „címszavakat” találtak ki, hogy továbbra is extra bevételre tegyenek szert.
A fent leírt eljárás elemzése során belátható, hogy a rendszernek több gyenge pontja is van.
Egyrészt a nemzetközi pénztárosok tudása, képzettsége nem éri el a kívánt szintet, tekintettel arra, hogy a kiterjedt és bonyolult árképzés, viszonylat és kedvezményrendszer nem átlátható. Így az ügyfél számára optimális, azaz legolcsóbb ár megadása legtöbbször nem történik meg.
Másrészt közlekedéspolitikai okokból a vonatok viszonylata két európai nagyváros között többféle is lehet. Mivel a menetjegy nemcsak a kezdő és végpontot rögzíti, hanem az útirányt is (sokszor az alapműveltséghez egyáltalán nem tartozó helységnevekkel), így a megfelelő vonat kiválasztása nagy körültekintést igényel, és az útvonal módosítása általában nem oldható meg.
Harmadrészt az egységes díjszabási feltételek ellenére lényegében minden országban nagy számú „külön szabály” létezik, sokszor vonatszámokra lebontva. Így egy több országon áthaladó vonat utasaitól előfordulhat, hogy a határ után a kalauz újabb és újabb pótjegy, felár megfizetését követeli meg.
Negyedrészt a nemzetközi menetjegy kiállítása nagyon időigényes (főleg kézzel írva), és a megfelelő tájékoztatás is rengeteg időt vesz igénybe. Így a jegyváltás sok országban elég nehézkes.
Ám a leggyengébb láncszem mégis a nemzetközi jegyek magas ára. Az óriási veszteségeket felhalmozó cégek bonyolult szervezeteinek és nagyszámú bürokratáinak eltartása nagy terhet ró a fenntartó államokra. Az ilyetén módon kialakított „piaci ár” azonban oly magasra emelkedett, hogy annál 7–800 km felett már a repülő is versenyképes! Arról nem is szólva, hogy egyes nemzetközi buszjáratok árai is jóval a vasútiak alatt vannak…
A társaságok a teljes bukást elkerülendő alakították ki a kedvezményrendszert, a kihasználatlan kapacitások értékesítésével csökkentve a veszteségeket. Így alakultak ki azok a kedvezményes ún. „bérlet jegyek”, melyek már nem viszonylatra szólnak, hanem egy vagy több ország teljes hálózatán nyújtanak korlátlan utazási lehetőséget. E jegyek elsődleges célközönsége a 26 év alatti korosztály, akiknek a repülős és buszos utazás meghaladja az anyagi lehetőségeit, de ilyen menetjegyek váltásával elérhető számukra Európa megismerése.
E jegyek közül főleg az InterRail és az EuroDomino nevezetű lett különösen népszerű és legendás az európai és az EURailPass a világ többi részén lakók körében.
Az InterRail jeggyel már generációk sora utazhatott „szabadon” Európában. Noha a felhasználási szabályok és az ár sokszor módosult az évek során, a népszerűsége töretlen. A díjszabásszerkesztők Európát több zónára osztották. A menetjegy árát és érvényességi idejét pedig a felkeresni kívánt zónák száma határozza meg. Az utazási igények további változása mára oda vezetett, hogy a jegynek már van 26 év feletti és 12 év alatti formája is, így családi utazásokhoz is használható.
Az Európai Unió egységesítési törekvéseinek megvalósulását, a vasúti privatizáció káros és előnyös oldalait érdekes módon pont az ilyen nemzetközi bérletjegyek felhasználói érzik a saját bőrükön igazán. A távolsági nemzetközi forgalomban ugyanis a vasút részaránya a személyszállításban jóval 5 százalék alatt lehet.
Az évek során a vasútüzemben a magántőke és a verseny megteremtésére több módszert is kipróbáltak Európában. Mindnek voltak előnyei és hátrányai.
Kezdetben a vasutakat az állam és magánbefektetők építették ki. Az infrastruktúra építése és a vasút üzemeltetése már az 1800-as évek végén sem bizonyult mindig kifizetődőnek. Így az államnak már ekkor is több esetben a zsebébe kellett nyúlnia. Ennek jellemző módja a vasutat üzemeltető részvénytársaságok felvásárlása lett. A saját építések és felvásárlások hatására, majd további államosítások révén alakultak meg az állami vasúttársaságok.
A második világháború utánra a legtöbb magánvasutat beolvasztották az állami rendszerbe, és egységes díjszabási szempontok alapján kezdték üzemeltetni azokat. Így legalább a határon belüli egység megvalósult.
Ezt az egységet a magánkézbe adás és privatizáció kikezdte. Mára a díjszabási egység is sok esetben megszűnt. Így annak megítélése, hogy a fent említett nemzetközi jegyeket elfogadja-e egy adott ország nem állami üzemeltetője, immár több tényezőtől függ.
Az esetek egy részében a „kezdeti állapotot” állították helyre. Ekkor az üzemeltető a vonatok üzemeltetésén túl a pályát is megkapta. E társaságok szinte kivétel nélkül részesei lettek a helyi tarifaközösségnek, ám az államvasúti „kedvezmények” elfogadását „történelmi okokból” elvetik. Ennek legélesebb jele a „nagy vasutak” által kiadott „törzsutas” kártyák. Ezekre ugyanis a magánüzemeltetőknek ez a része nem hajlandó kedvezményt adni. Ebből következően számukra a nemzetközi utasok ellentételezés nélküli ingyenes fuvarozása sem kifizetődő.
A jellemzőbb magánosítási forma során az állam, tartomány, önkormányzat már csak a jármű üzemeltetésre keres vállalkozót, a pálya fenntartása továbbra is állami feladat. Ez esetben a pályázati feltételek között szerepel, hogy a hálózat díjszabási egységének megőrzése céljából milyen jegyeket köteles elfogadni, milyen kedvezményeket kell biztosítani. Az ebből eredő bevétel kiesést a pályáztató „nyeli le”, az üzemeltetőt nem éri kár. A bonyolult szerződések miatt a magánüzemeltető az utasszám maximalizálásában is érdekelt, így annak nincs akadálya, hogy „saját kockázatára” a saját járművein további kedvezményes jegyeket, bérleteket vezessen be.
További érdekes színt képviselnek azon országok, ahol vegyesen vannak a nemzetközi jegyeket elfogadó és el nem fogadó társaságok.
Minden esetben az előzetes tájékoztatás lenne a kívánatos. Ám ezekről sajnos naprakész, pontos adatbázis nem áll rendelkezésre, az országok közötti információáramlás sokszor hiányos vagy nem létező.
Ehhez jön még hozzá, hogy egyes magáncégnél dolgozók sem tudják, hogy milyen jegy érvényes és milyen jegy nem. Ez pedig vitákra, kellemetlenségekre ad okot. Így viszont a vasúti utazás inkább „kalandos”, semmint „kellemes” jelleget ölt.
Az informatikai rendszerek vasúti üzemben való kiépítése, továbbá az erősödő közúti és légi konkurencia a vasutakat is rugalmasabb árképzés kialakítására sarkallta. A kilométer alapú, távolsággal arányos jegykiadásról így fokozatosan az ún. „globáláras”, vagy magyarul „egységes menetdíjas” árképzésre térnek át. Ennek lényege, hogy minden viszonylathoz vonatonként hozzá lehet rendelni egy árat. Így nemcsak vonatnemek szerint, hanem az utazási időszak szerint is differenciálni lehet az árat. A rendszer alkalmas arra is, hogy bizonyos viszonylatokon fajlagosan drágább, illetve olcsóbb árakkal ösztönözze az utazást, maximalizálja a bevételt. E rendszer nemcsak a nemzetközi forgalomban, hanem a belföldiben is hódít. A rendszer sajátossága, hogy csak kötelező helybiztosítás esetén működik jól, hiszen a jegy ára napaszakonként, de még akár a hét napjai szerint is változhat. E változást az európai vasútbarát társadalom tragikusan ítélte meg, mert oda lett a rendszer relatív átláthatósága, de főleg azért, mert a „bérletes” utazásaik során a kötelezően fizetendő „felár” jelentősen megdrágította az utazást. A többi utas pedig az eddigi szempontok mellett az utazás ára alapján is választhat vonatot, ha képes átlátni a jegykiadó automaták, internetes honlapok kínálatát.

## Teherszállítás

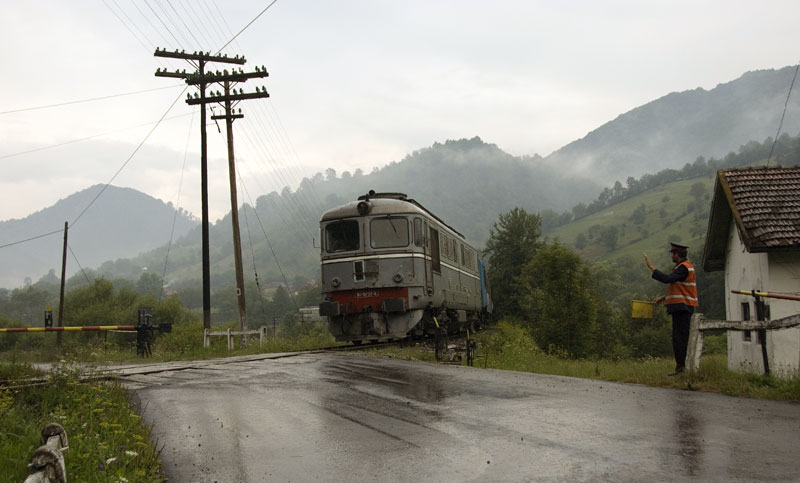
Vonat halad el egy őrház mellett Petrovabisztránál, Erdélyben

A vasúti árufuvarozás területén is hasonló elven történik a fuvardíj számítása, mint a személyszállításban. A díj összege az egyes országok árainak összeadásával keletkezik, az áru súlya, mérete, kocsik száma, azok fajtája és még egy sor tényező figyelembevételével. E piacon a szűk keresztmetszetek okozzák a fő gondot. Ha ugyanis a szállítási útvonalnak akár egyetlen méterére is különleges rakodási szabályok érvényesek, akkor ezt a teljes szállítási útvonalon biztosítani kell. Ez nagyfokú együttműködést kívánna a vasutakról, tájékoztatva egymást a felmerült akadályokról, kizárásokról. Az Európai Unió célja, hogy a fő közlekedési folyosók és nemzetközi teherszállítási útvonalak a lehető legnagyobb űrszelvénnyel és tengelyterheléssel épüljenek ki, hogy a szűk keresztmetszetek kiváltásra kerüljenek. Ez utóbbi cél érdekében jelentős közösségi fejlesztési források állnak rendelkezésre. E pénzekért ádáz harc indult az országok között, hogy minél több folyosó kijelölése történjen meg az országokon belül, melyek ki- és átépítéséhez jelentős közösségi támogatás kapható.
Noha a vámhatárok eltörlése és a több áramnemű mozdonyok lehetővé teszik már egymás hálózataira a bejárást, az végső soron nem verseny formájában történik meg. A nemzeti határokon legtöbbször személyzetváltás történik, és a határon áthaladó mozdony anyagi vagy természetbeli ellentételezésért cserébe fut, nyelvi, műszaki, politikai okokból. Hasonló a helyzet a teherkocsikkal is. A vagon tulajdonosa bérleti díjat kap külföldön lévő kocsijai után, és természetesen ő is fizet az itt tartózkodó külföldi vagonokért. Így minden társaságnak elemi érdeke, hogy az idegen kocsik mihamarabb elhagyják az országot. Persze a vállalat érdekét a végrehajtásban dolgozók sokszor nem érzik annyira a maguk gondjának is…
Noha mára a legtöbb országban számítógépes rendszereken is rögzítik a vonat útját, ezen rendszerek egymással nem kompatibilisek, így az ügyfelek csak addig „láthatják” jó esetben az interneten az árujuk tartózkodási helyét, amíg az el nem hagyja az ország területét. Ennél persze nagyobb gond, hogy a vasutak sem látják egymás adatbázisát, így nem tudnak időben meghozni olyan operatív intézkedéseket, ami minimalizálná azt az időt, mialatt a tehervonat egy helyben vesztegel (például a határon mozdonyra várva).
A 25 tagúra bővült Európai Unió (állami) vasúttársaságai (Svédország és Görögország nélkül) 2003-ban 6,3 milliárd utast szállítottak, átlagosan 52 km-t fuvarozva őket. A teherszállítás volumene meghaladta az 1,3 milliárd tonnát.
A személyszállítás volumene és mennyisége sok tényező függvénye. Európa nem egységes a tekintetben, hogy a nagy utasforgalmat adó elővárosi forgalmat az államvasút bonyolítja-e, vagy más társaság.

## A vasút részaránya országonként

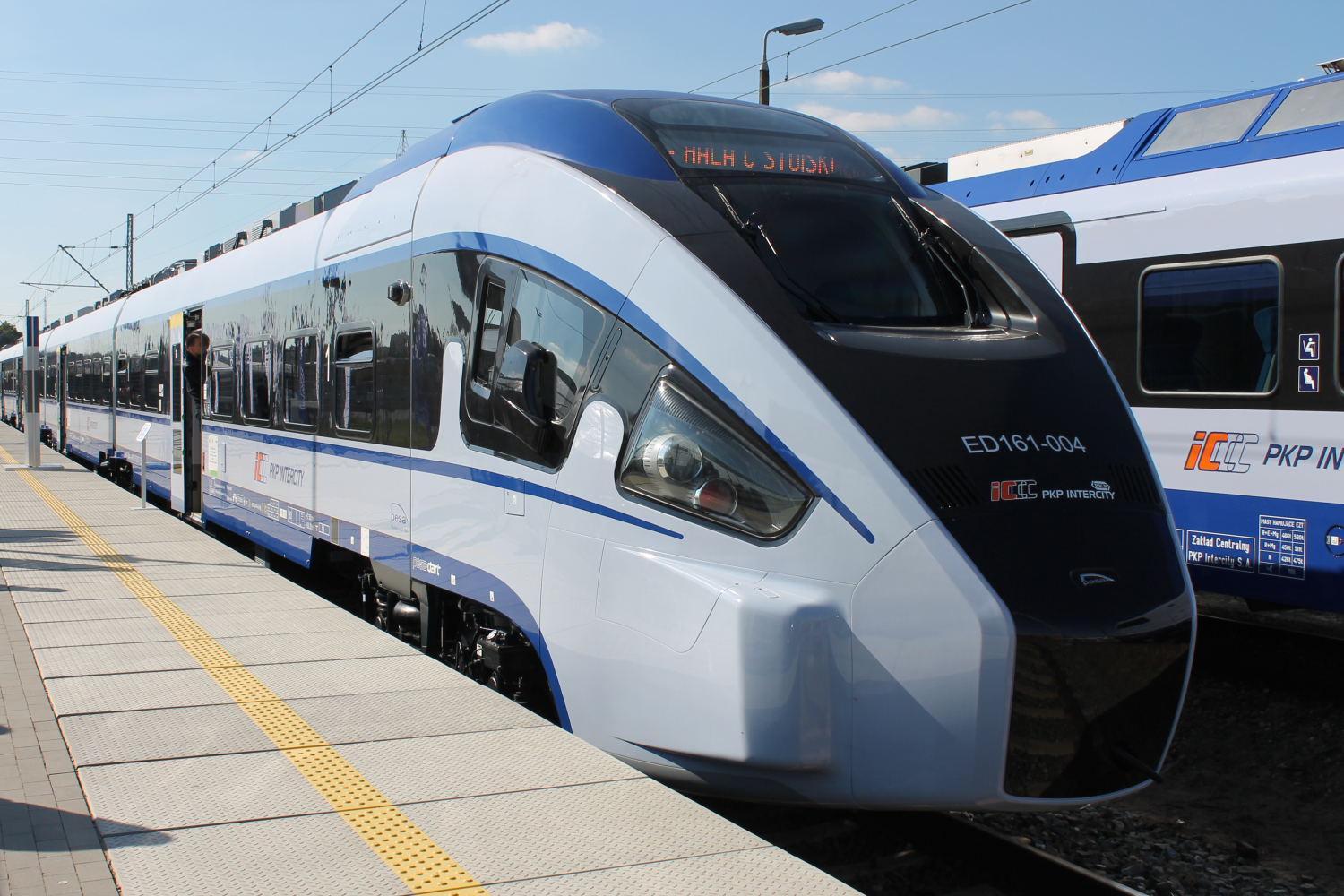
Pesa Dart motorvonat Lengyelországban

| A vasút részaránya országonként | A vasút részaránya országonként | A vasút részaránya országonként | A vasút részaránya országonként | A vasút részaránya országonként |
| ------------------------------- | ------------------------------- | ------------------------------- | ------------------------------- | ------------------------------- |
| Ország                          |                                 |                                 |                                 | Részarány                       |
| Észtország                      | Észtország                      |                                 | 74,3%                           | 74,3%                           |
| Szlovénia                       | Szlovénia                       |                                 | 58,6%                           | 58,6%                           |
| Szlovákia                       | Szlovákia                       |                                 | 56,7%                           | 56,7%                           |
| Litvánia                        | Litvánia                        |                                 | 54,2%                           | 54,2%                           |
| Lettország                      | Lettország                      |                                 | 44,7%                           | 44,7%                           |
| Svédország                      | Svédország                      |                                 | 39,5%                           | 39,5%                           |
| Lengyelország                   | Lengyelország                   |                                 | 36,6%                           | 36,6%                           |
| Ausztria                        | Ausztria                        |                                 | 30,8%                           | 30,8%                           |
| Svájc                           | Svájc                           |                                 | 30,2%                           | 30,2%                           |
| Csehország                      | Csehország                      |                                 | 29,7%                           | 29,7%                           |
| Magyarország                    | Magyarország                    |                                 | 26,8%                           | 26,8%                           |
| Finnország                      | Finnország                      |                                 | 25,9%                           | 25,9%                           |
| Luxemburg                       | Luxemburg                       |                                 | 17,1%                           | 17,1%                           |
| Németország                     | Németország                     |                                 | 14,7%                           | 14,7%                           |
| Franciaország                   | Franciaország                   |                                 | 14,3%                           | 14,3%                           |
| Norvégia                        | Norvégia                        |                                 | 14,3%                           | 14,3%                           |
| Portugália                      | Portugália                      |                                 | 12,8%                           | 12,8%                           |
| Belgium                         | Belgium                         |                                 | 12,6%                           | 12,6%                           |
| Egyesült Királyság              | Egyesült Királyság              |                                 | 10,3%                           | 10,3%                           |
| Dánia                           | Dánia                           |                                 | 8,6%                            | 8,6%                            |
| Olaszország                     | Olaszország                     |                                 | 8,1%                            | 8,1%                            |
| Spanyolország                   | Spanyolország                   |                                 | 7,5%                            | 7,5%                            |
| Írország                        | Írország                        |                                 | 6,7%                            | 6,7%                            |
| Hollandia                       | Hollandia                       |                                 | 4,0%                            | 4,0%                            |
| Görögország                     | Görögország                     |                                 | 2,0%                            | 2,0%                            |
| Forrás:                         |                                 |                                 |                                 |                                 |